# Чжан Дунсунь
Чжан Дунсунь (кит. трад. 張東蓀, упр. 张东荪, пиньинь Zhāng Dōngsūn; 9 декабря 1886 — 2 июня 1973) — китайский философ, ученик Лян Цичао.

## Биография

### Интеллектуальный и политический деятель
Чжан Дунсунь не получил систематического образования, он занимался самообразованием в Японии. Там Чжан Дунсунь познакомился с философией Иммануила Канта, в свете которой Чжан Дунсунь интерпретировал конфуцианство.
В 1920 году Чжан Дунсунь доказывал преждевременность осуществления принципов социализма в Китае. В 1910—1920-е годы сотрудничал с рядом политических организаций — Прогрессивной партией (Цзиньбу дан) и Исследовательской группой (Яньцзю си).
В 1925—1930-х годах работал главой Публичного университета Китая. В 1930 году получил должность профессора философии Яньцзинского университета в Пекине.
Вместе с Чжан Цзюньмаем в 1934—1946 организовал Государственную социалистическую партию Китая, которая занимала важное место в Демократической лиге Китая. Одно время увлекался марксистскими идеями и опытом СССР (особенно экономическим), но впоследствии существенно пересмотрел эти взгляды.
Во время Второй мировой войны был арестован японцами в Пекине.
В 1948 году выступал посредником между КПК и гоминьдановским правительством по вопросу сдачи Пекина наступающим войскам НОАК.
После образования КНР был советником по культуре Центрального народного правительства, членом НПКСК, состоял в руководстве Демократической лиги.

### Отношения с властями КНР
В 1969 году Ван Мин, находясь в эмиграции в СССР, резко критиковал Мао Цзэдуна за лояльность к «буржуазному философу» и «контрреволюционеру» Чжан Дунсуню. Ван Мин напоминал, что в своих философских сочинениях Чжан Дунсунь с пренебрежением отзывался о марксизме: «Что касается философии Карла Маркса, то она просто недостойна обсуждения. Верить в неё могут только сумасшедшие». По словам Ван Мина, он пытался отговорить Мао Цзэдуна от включения Чжан Дунсуня в официальные органы КНР. Однако Мао Цзэдун проявил в этом неожиданное упорство: «Вот здорово! И Чжан Дунсунь прибыл! Это известный профессор!»
Однако взаимные симпатии Чжан Дунсуня и Мао Цзэдуна не оказались устойчивыми, поскольку политически Чжан Дунсунь ориентировался скорее на социал-демократию и был противником коммунизма. Уже в 1949 он был заподозрен в тайных связях с США. В феврале 1952 Чжан Дунсунь подвергся жёсткой критике как «независимый» идеолог. Вскоре после этого он был смещён со всех постов. В годы Культурной революции подвергся репрессиям. В 1968 году Чжан Дунсунь был арестован, в 1973 скончался в пекинской тюрьме.

## Философия языка
Чжан Дунсунь утверждал, что структура предложения в индоевропейских языках представляет собой формулу «a есть b», тогда как в китайском языке эта структура представляет собой «a соотносится с b» (a R b), что обусловлено отсутствием в классическом китайском языке глагола-связки «быть». Следовательно, синтаксису китайского языка более близка логика отношений, а не силлогизм Аристотеля.
Чжан Дунсунь полагал, что отсутствие связки «быть» — причина того, что китайская мысль не знает категорий тождества, субстанции, причинности, атома. Чжан Дунсунь так же считал, что именно эта особенность классического китайского языка не позволила сложиться в Китае онтологии и космологии (при наличии космогонии и «жизнесозерцания» — жэньшэнгуань).
Ю. Кристева полагала, что Чжан Дунсунь вместе с М. М. Бахтином были первыми философами, кто (независимо друг от друга) открыл ограниченность применимости логики Аристотеля по отношению к языку. Согласно Кристевой, отправной точкой для Чан Дунсуня послужил иной языковой горизонт — идеограмматический, где на месте Бога разворачивается диалог Инь-Ян.

## Коррелятивный характер китайской мысли
Вследствие своих взглядов на язык, Чжан Дунсунь полагал логику китайских мыслителей чуждой закону противоречия. Он определилял её как «логику противоположности», или «коррелятивной дуальности», что, согласно А. И. Кобзеву делало его сторонником господства в Китае «коррелятивного мышления».